# Orden der Heiligen Kyrill und Methodius
Der Orden der Heiligen Kyrill und Methodius wurde am 18. Mai 1909 durch den bulgarischen Zaren Ferdinand I. gestiftet und rangierte an erster Stelle der zu vergebenden Auszeichnung des Landes, die ausschließlich an höchste Staatsrepräsentanten zu Verleihung kam. Nach dem Ende der Monarchie erfolgte in der Sozialistischen Volksrepublik am 13. Dezember 1950 die Stiftung einer Auszeichnung mit der Bezeichnung Orden „Kyrillos und Methodios“, die für Verdienste um die Wissenschaft, Kultur und Bildung vergeben wurde. Am 5. April 1991 wurde dieser nach der kommunistischen Ära abgeschafft. Durch Beschluss der Volksversammlung vom 29. Mai 2003 kam es zur Wiederherstellung der ursprünglichen Form zur Auszeichnung für Verdienste um Wissenschaft, Kultur und Bildung.

## Zarenreich (bis 1944)

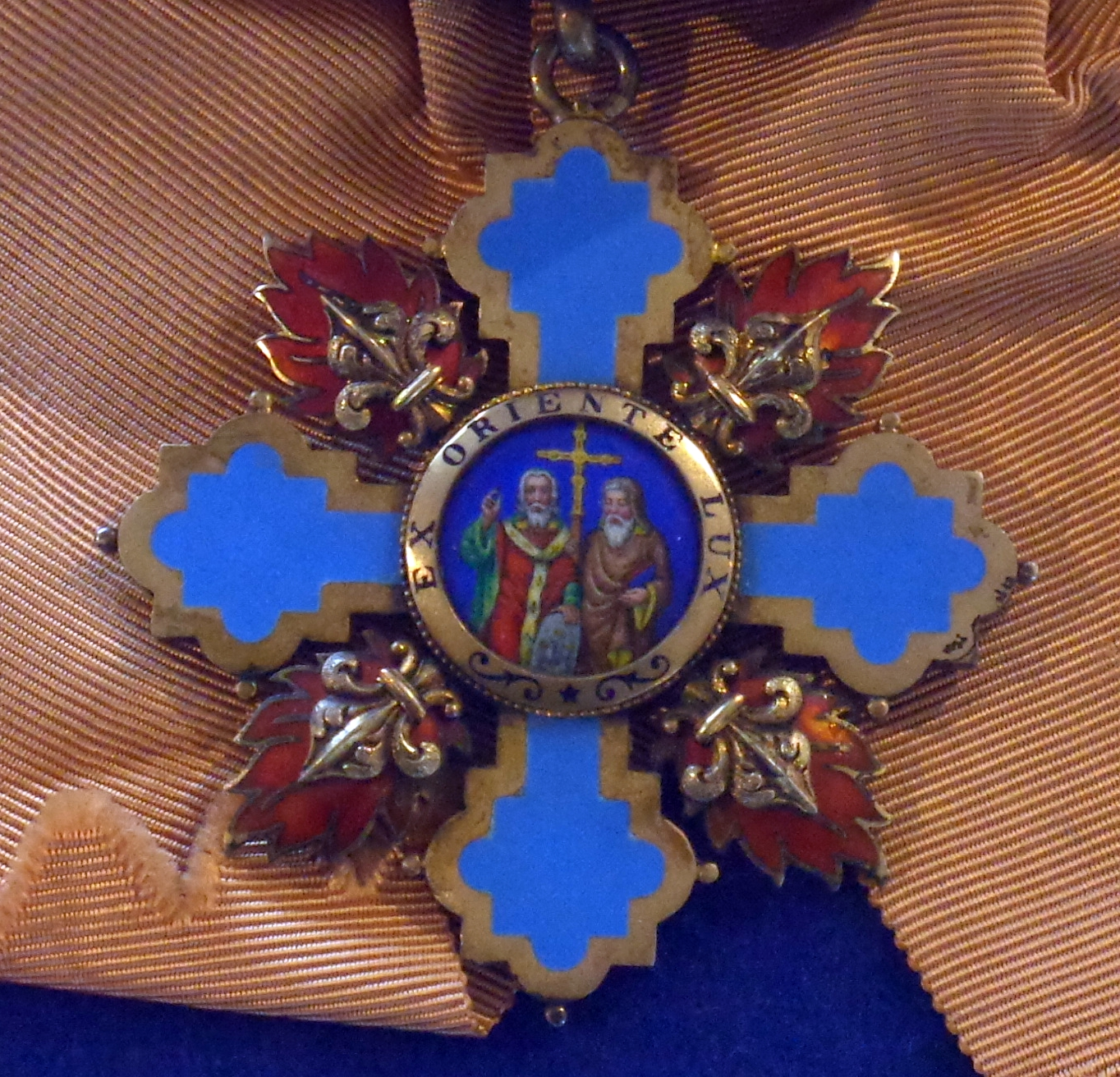
Ordenskreuz

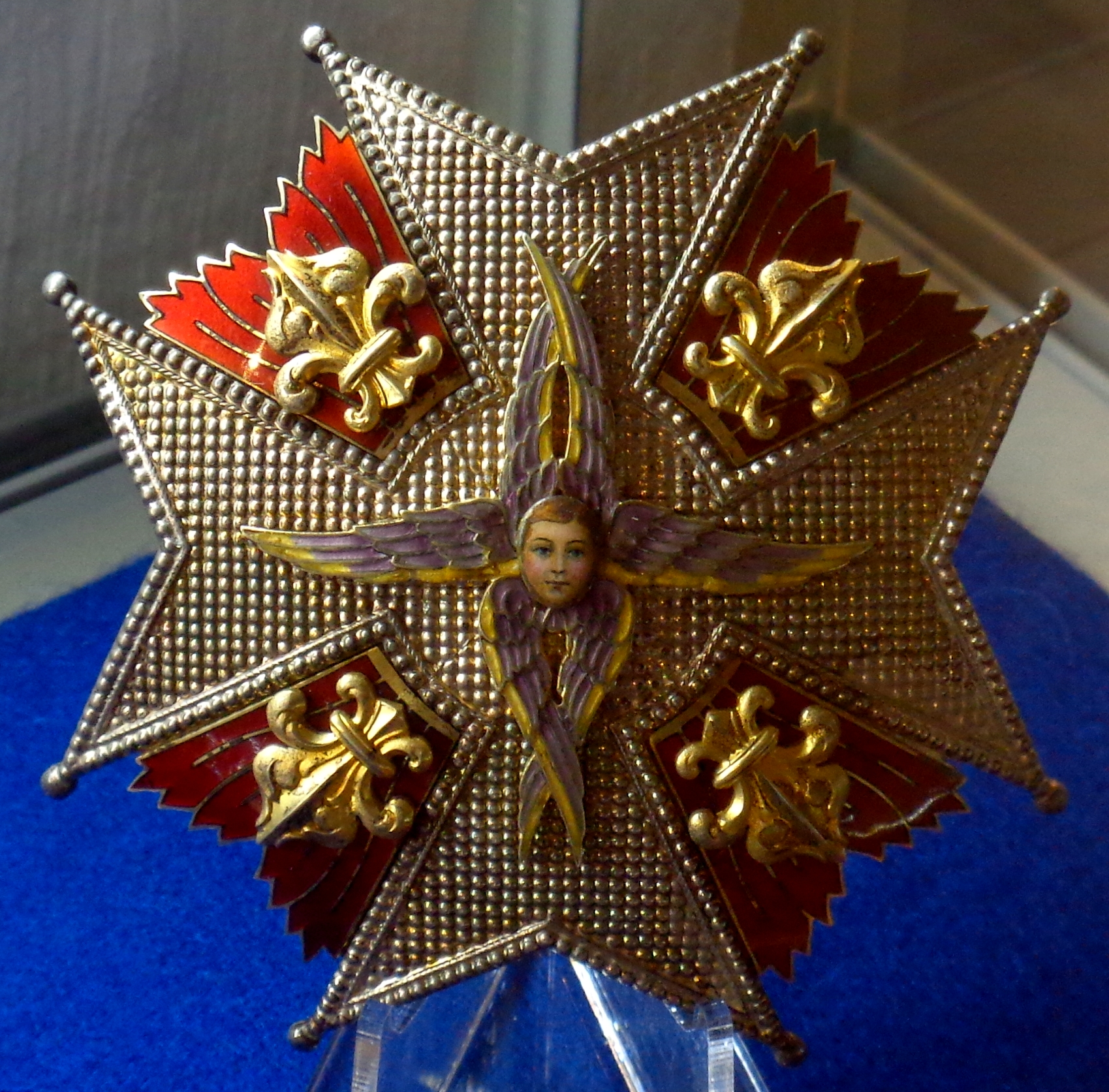
Ordensstern

### Ordensklassen
Der Orden wurde in nur einer Klasse gestiftet und besteht aus einem Großkreuz, das entweder an einer Collane oder an einer Schärpe sowie mit einem Bruststern getragen wurde.

### Ordensdekoration
Das Ordenszeichen ist ein Silber vergoldetes hellblau emailliertes byzantinisches Kreuz. In den Kreuzwinkeln sind grün emaillierte Strahlenbündel angebracht, auf denen jeweils eine stilisierte Lilie liegt. Im aufliegenden Medaillon sind die Figuren der Heiligen Kyrill und Methodius nebeneinander stehend zu sehen. Umschlossen ist das Medaillon von einem goldenen Reif von der blau emaillierten Inschrift EX ORIENTE LUX (Aus dem Osten kommt Licht).
Der Bruststern hat die Form eines Malteserkreuzes und ist aus Silber gefertigt. In den Kreuzwinkeln sind lodernde Flammen mit aufgelegter Lilie zu sehen. Auf dem Kreuz waagrecht liegend zwei ausgebreitete goldene teilweise rot emaillierte Schwingen mit einem Heiligengesicht in der Mitte. Senkrecht sind ebenfalls Schwingen zu sehen, die die Bewegung der waagrechten Flügel symbolisieren sollen.
Die Glieder der Collane sind Silber vergoldet und zeigen abwechselnd einen stehenden, nach links gewendeten gekrönten Löwen und ein Lilie.

### Verleihungen
Die Anzahl der bulgarischen Ordensritter war auf fünfzehn Personen beschränkt, wobei lediglich neun Verleihungen vorgenommen wurden. Daneben erhielten weitere 52 Ausländer, zumeist Monarchen, diese höchste Auszeichnung.
- Zar Ferdinand I
- Friedrich August III. (Sachsen)
- Prinz Boris
- Prinz Cyrill
- Josef I., Exarch im Jahre 1912
- Iwan Geschow, bulgarischer Ministerpräsident im Jahre 1913
- Wassil Radoslawow, bulgarischer Ministerpräsident im Jahre 1918
- Ivan Vazov, bulgarischer Schriftsteller im Jahre 1920
- Simeon von Warne-Preslaw, Metropolit im Jahre 1922
- Danail Nikolaew, bulgarischer General der Infanterie am 6. Mai 1936
- Nikolaus II., Zar von Russland
- Wilhelm II., Deutscher Kaiser
- Franz-Joseph I., Kaiser von Österreich-Ungarn
- Georg VI., König von Großbritannien und Kaiser von Indien
- Viktor Emanuel III., König von Italien
- Frederik VIII., König von Dänemark
- Alexander I., König von Serbien, Kroatien und Slowenien
- Albert Lebrun, Präsident der Französischen Republik
- Ignacy Mościcki, Präsident der Polnischen Republik
- Hermann Göring, Oberbefehlshaber der deutschen Luftwaffe, NS-Politiker
- Benito Mussolini, Regierungschef Italiens
- Joachim von Ribbentrop, Außenminister des Deutschen Reiches, NS-Politiker
- Miklós Horthy, Reichsverweser und Staatsoberhaupt in Ungarn

## Volksrepublik (1950–1991)

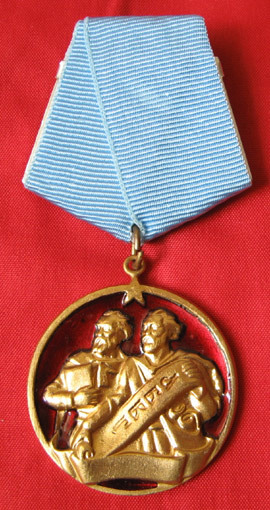
Kyrill und Methodius-Orden 1. Klasse

### Klassen
Die Auszeichnung besteht aus drei Klassen:
- 1. Klasse
- 2. Klasse
- 3. Klasse

### Dekoration
Die Auszeichnung ist eine runde Medaille, die 1. Klasse Gold auf rotem Emaillegrund, die 2. Klasse Silber auf blauem Emaillegrund, die 3. Klasse Silber auf weißem Grund. Sie zeigt das Bildnis der Heiligen im Relief. Im Vordergrund vom Betrachter aus gesehen rechts Kyrill, der eine Schriftrolle mit den ersten vier Buchstaben des Kyrillischen Alphabets А Б В Г in den Händen hält. Leicht versetzt links dahinter Methodios mit einer Bibel unter dem Arm. Am oberen Rand ist auf der Medaille ein fünfstrahliger Stern zu sehen.

### Trageweise
Getragen wird die Auszeichnung an einem hellblauen Band auf der linken Brustseite.

### Verleihungen
Am 22. Mai 1951 fand die erste Verleihung dieser Auszeichnung an den bulgarischen Mathematiker Nikola Obreshkov (1896–1963) statt. Alle drei Klassen wurden insgesamt 48.200 Mal verliehen.

## Republik (seit 2004)

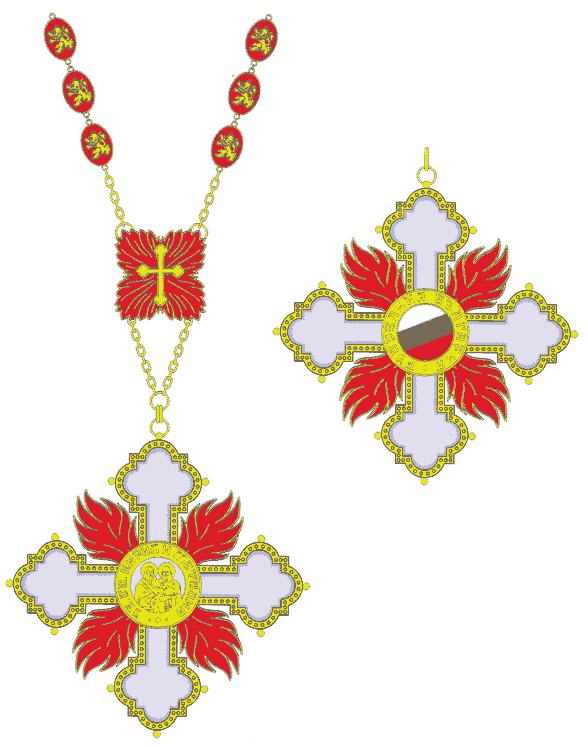
Dekoration des Collanekreuzes

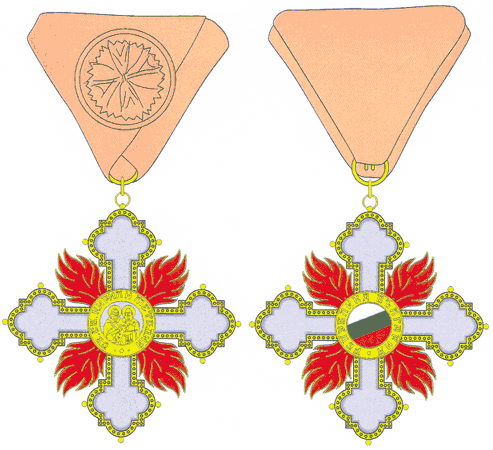
1. Klasse

### Ordensklassen
Der Orden besteht heute aus drei Klassen:
- Collane
- I. Klasse
- II. Klasse

### Ordensdekoration
Das Ordenszeichen ist an die Form der Zarenzeit angelehnt. Die Flammen in den Kreuzwinkel sind jedoch nicht mehr mit einer Lilie belegt und im Revers finden sich statt der bekrönten Namenschiffre die Nationalfarben des Landes. Die Kreuze der Collane- und der I. Klasse sind vergoldet, die der 2. Klasse versilbert.